# Lijst van personen overleden in juni 2011
Dit is een lijst van personen die zijn overleden in juni 2011.

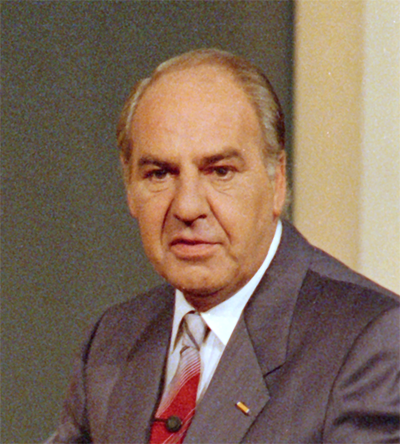
Willem Duys
2 juni

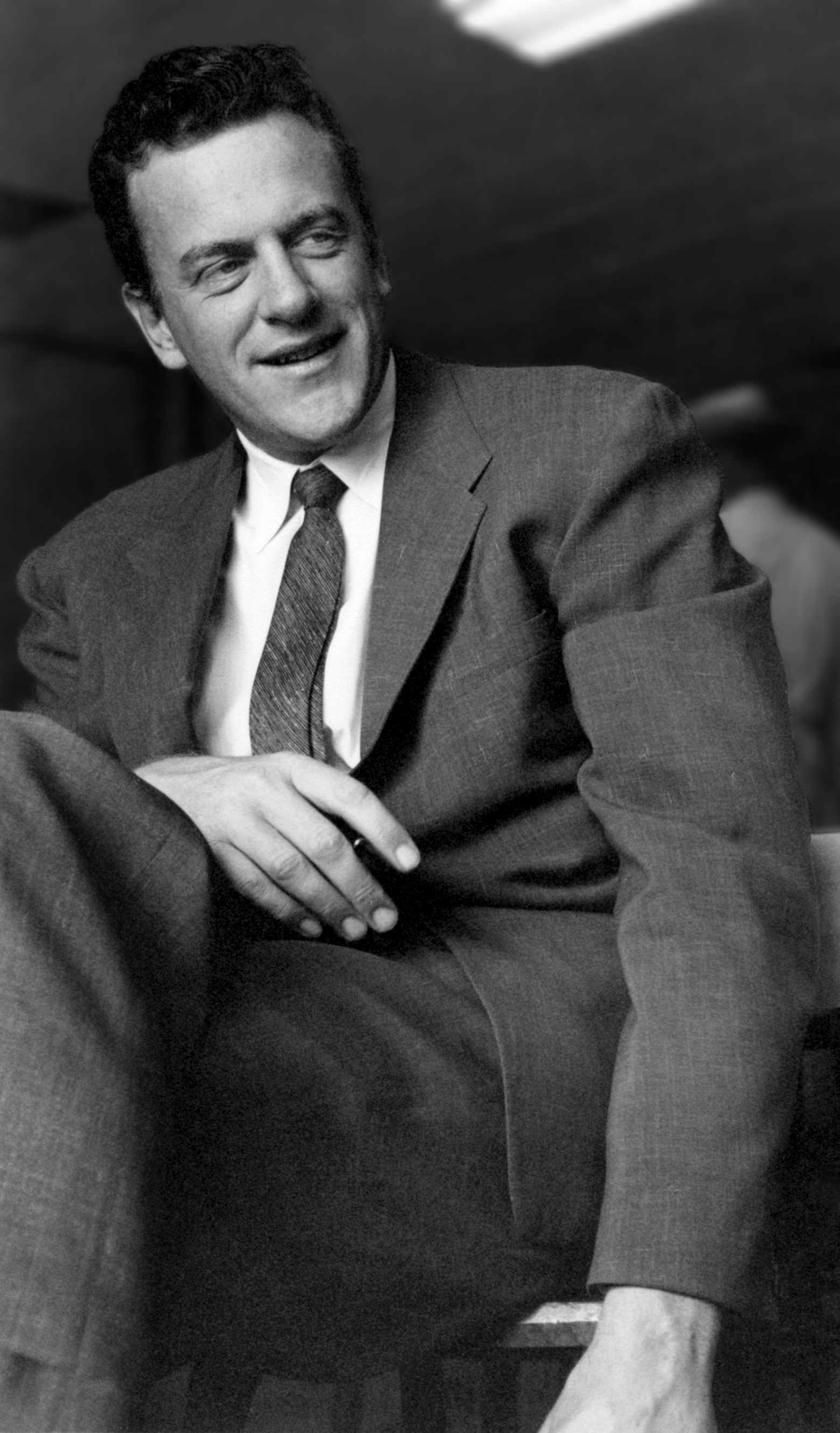
James Arness
3 juni

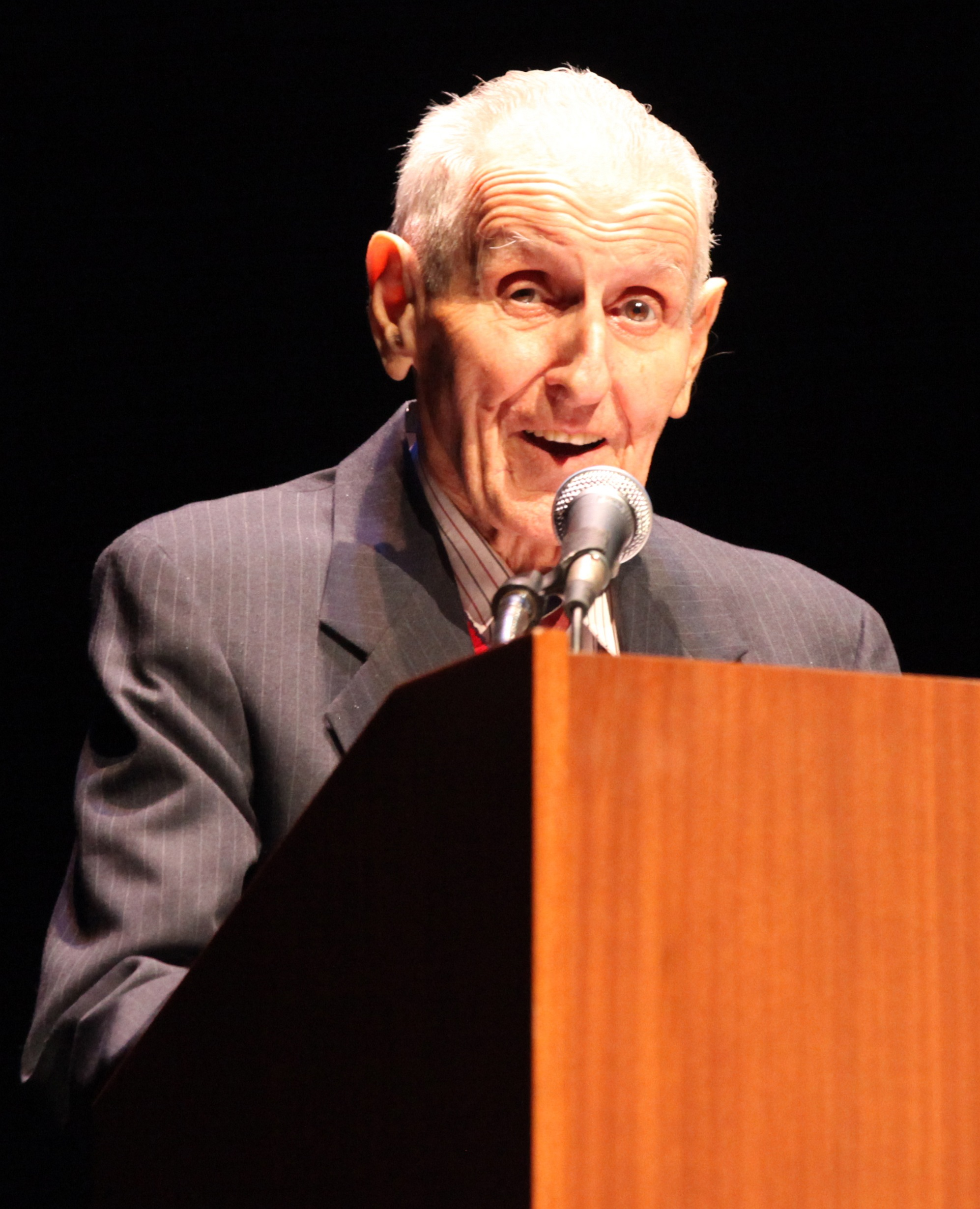
Jack Kevorkian
3 juni

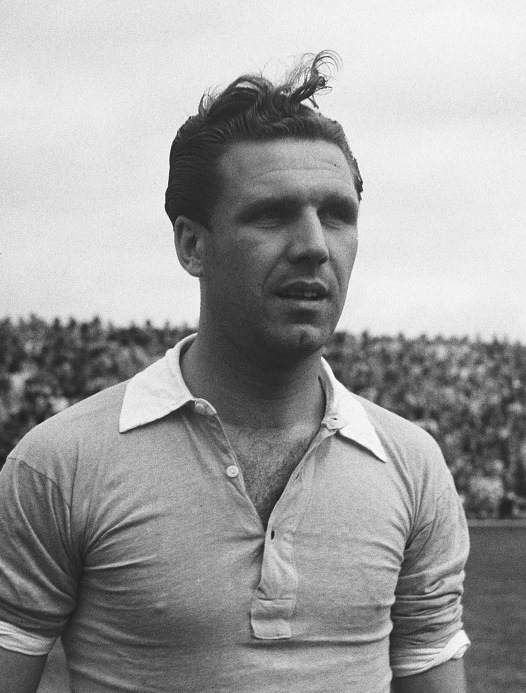
Jan van Roessel
3 juni

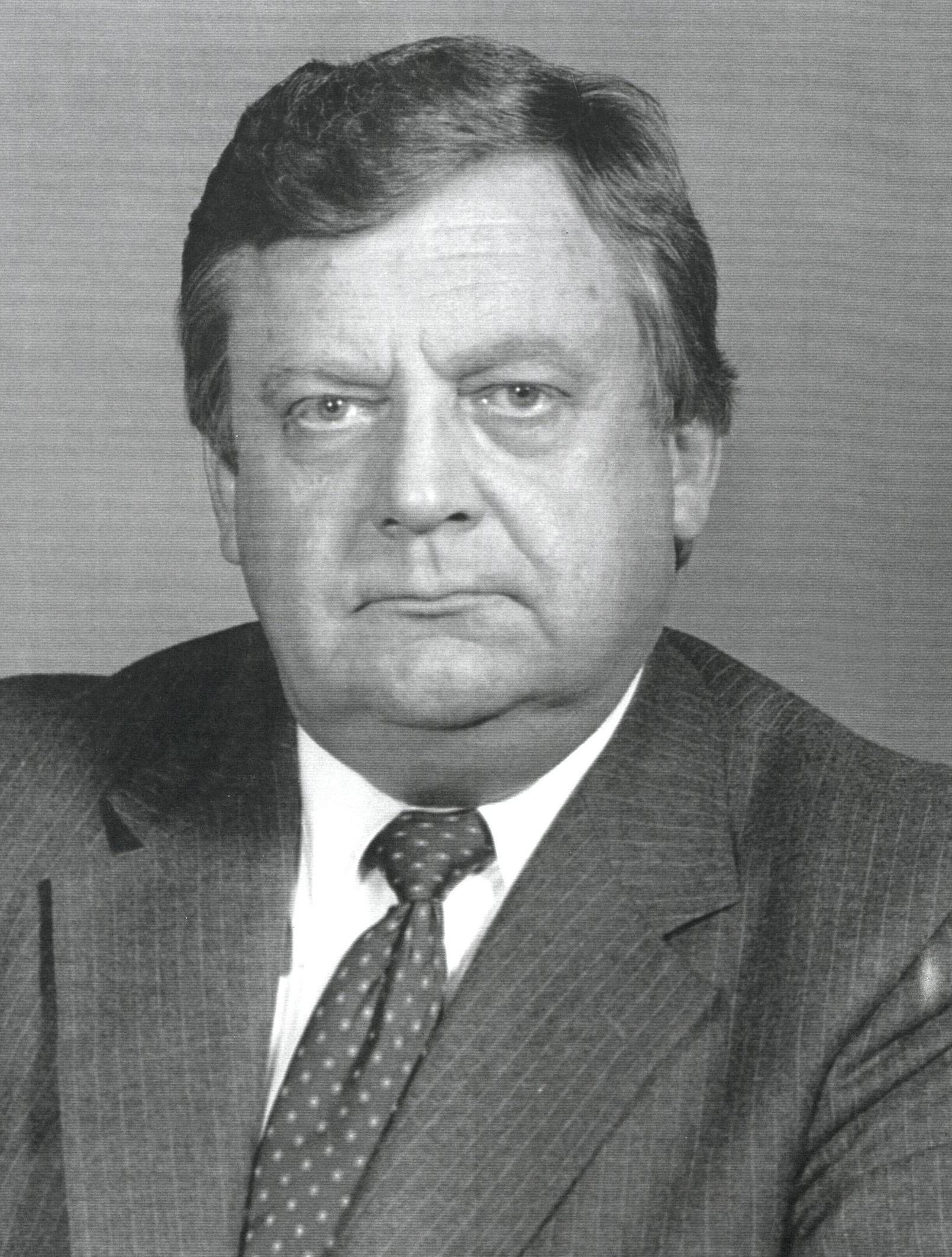
Lawrence Eagleburger
4 juni

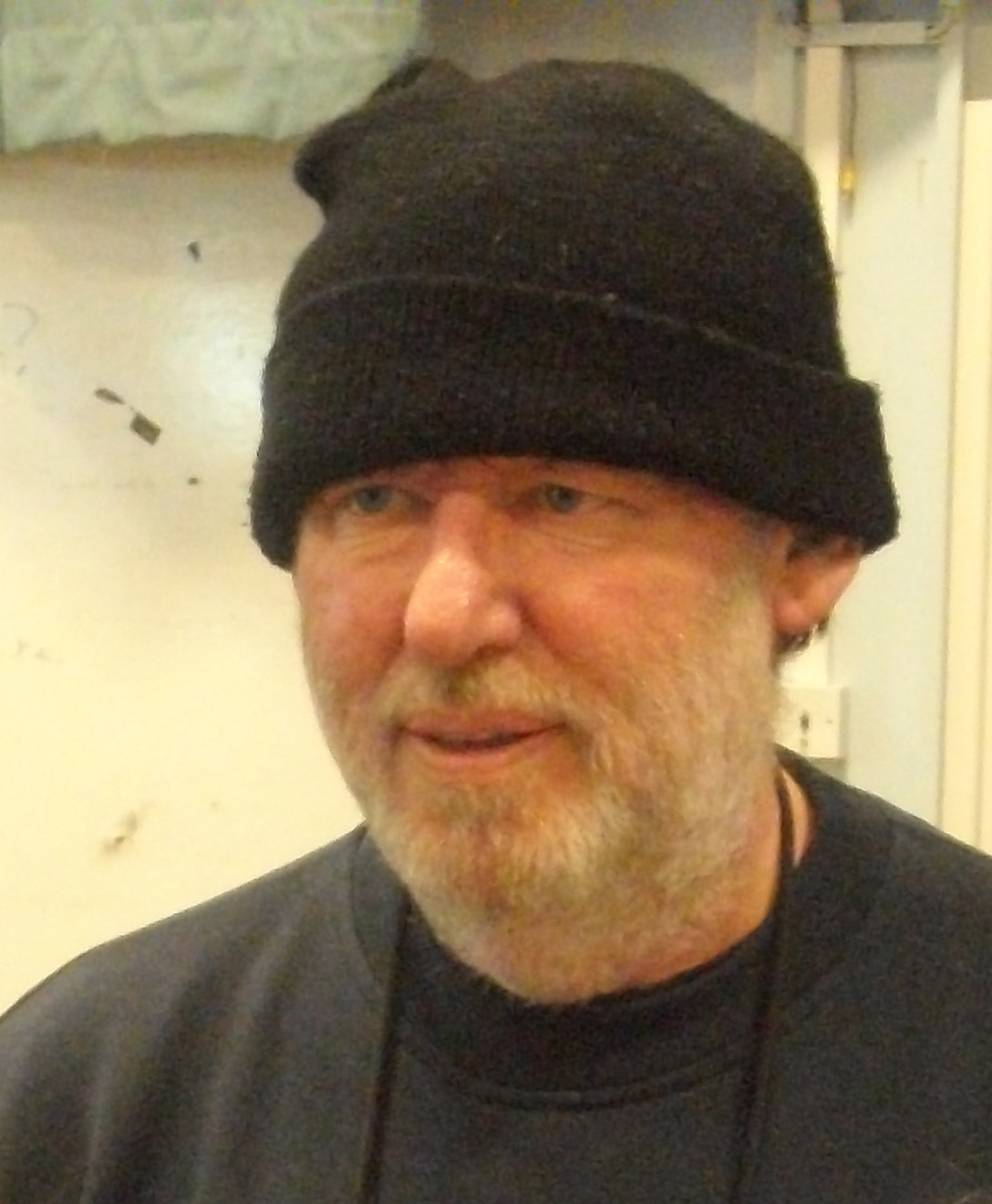
Martin Rushent
4 juni

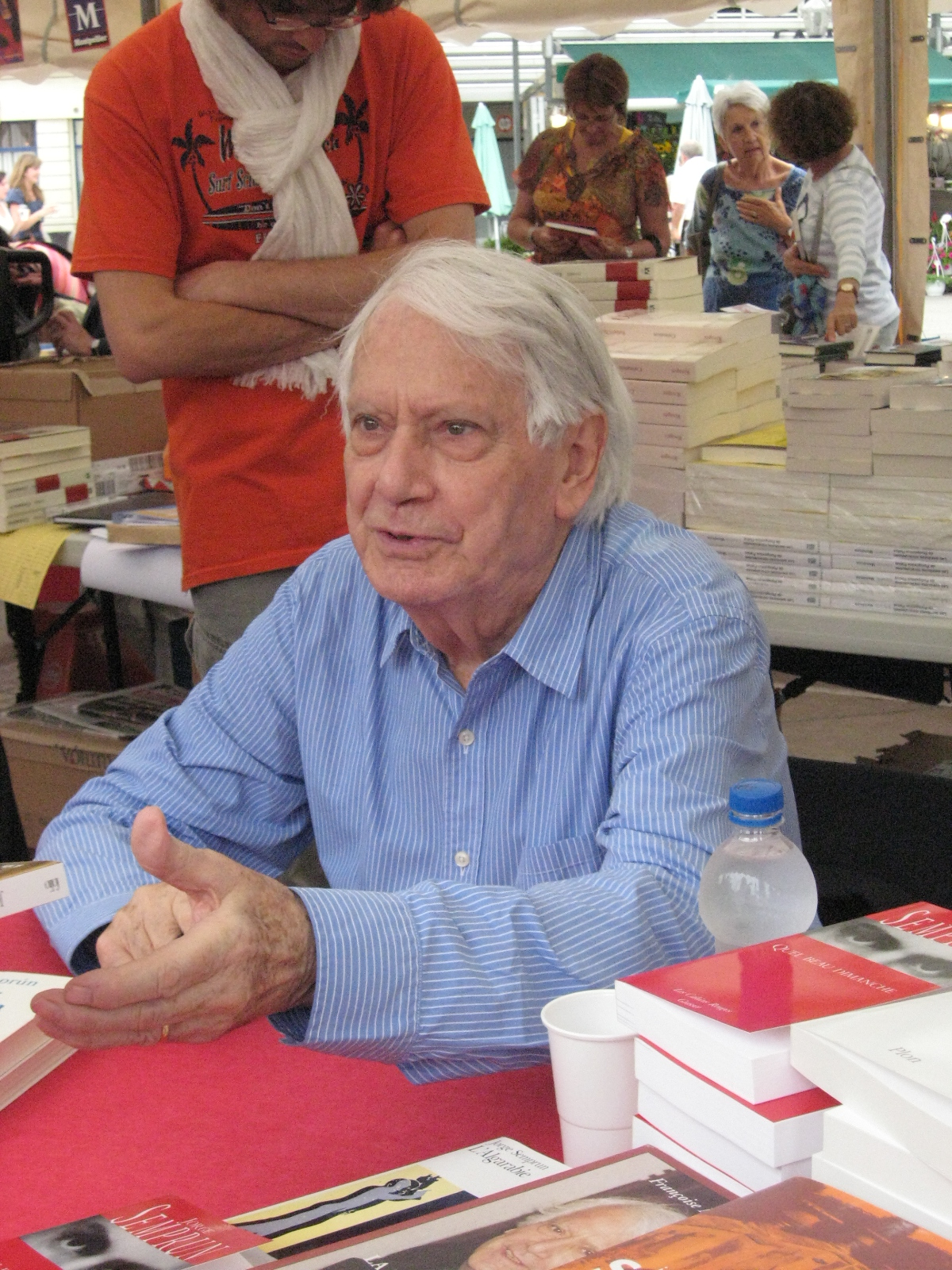
Jorge Semprún
7 juni

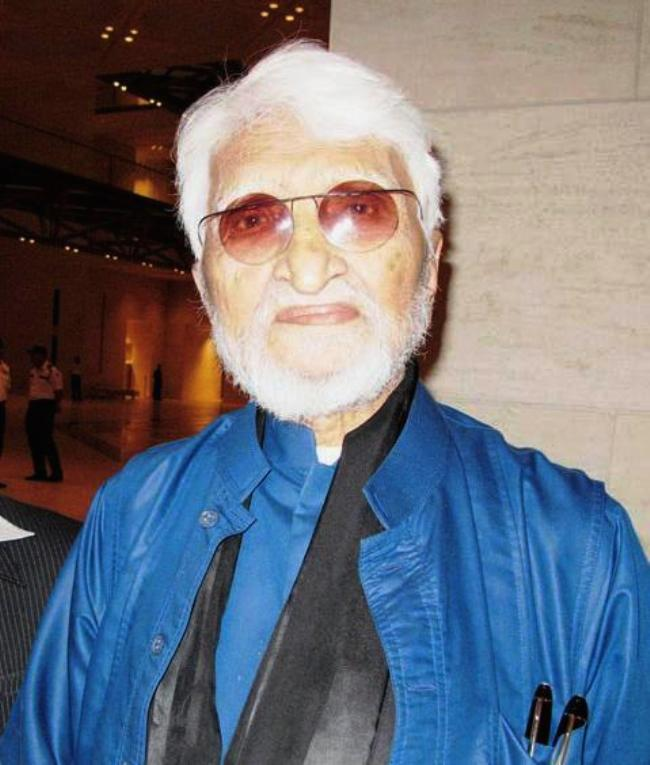
M. F. Husain
9 juni

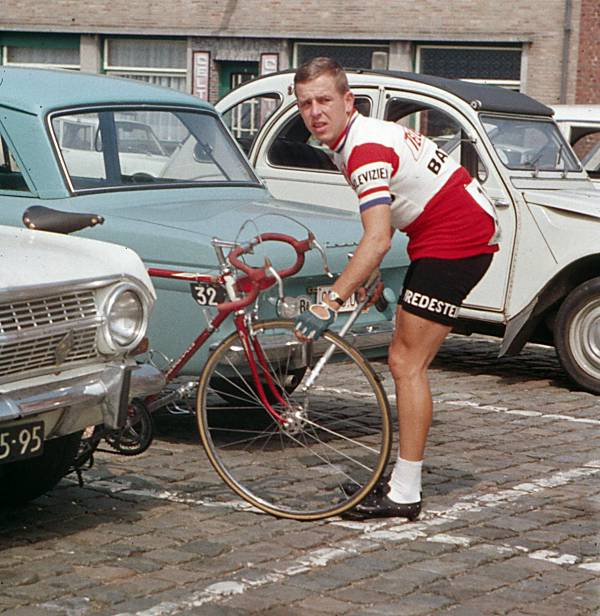
Leo van Dongen
17 juni

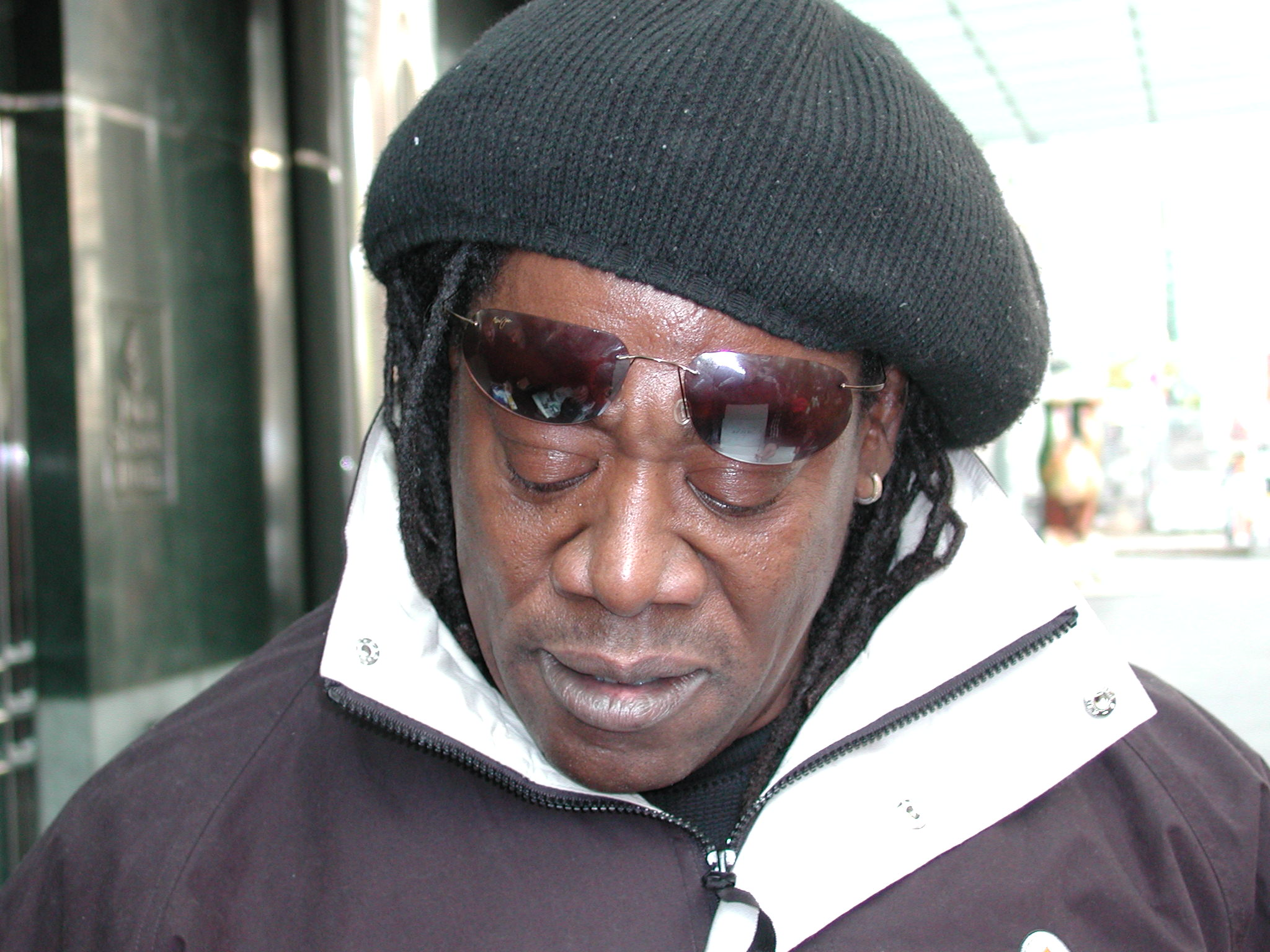
Clarence Clemons
18 juni

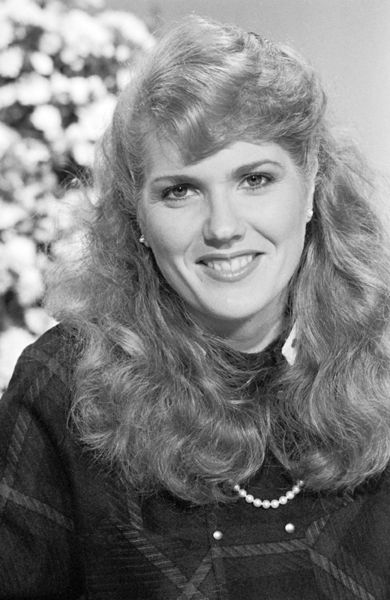
Christa Rosier
19 juni

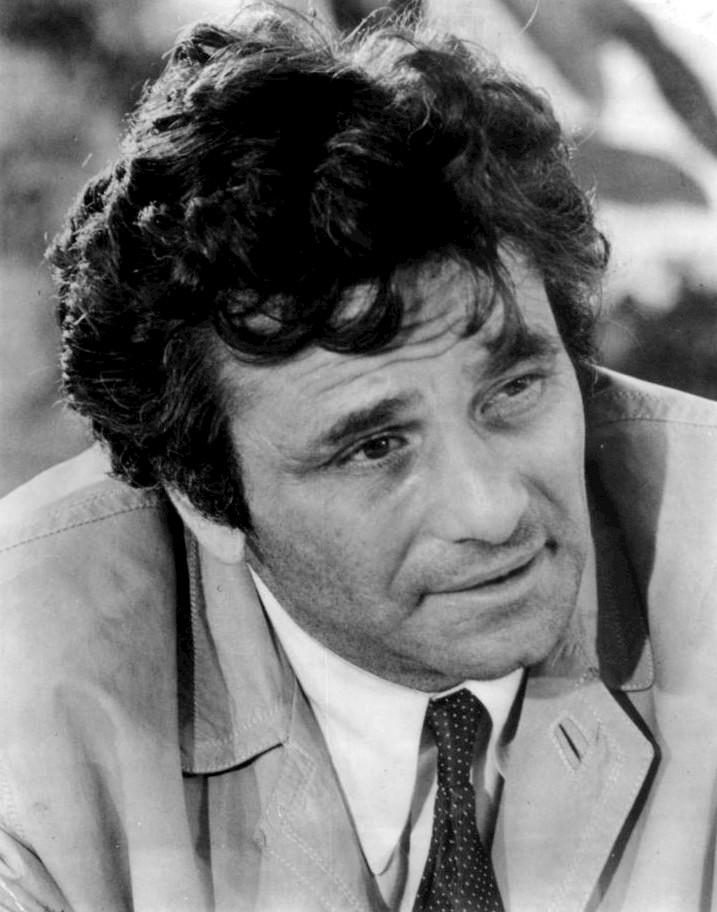
Peter Falk
23 juni

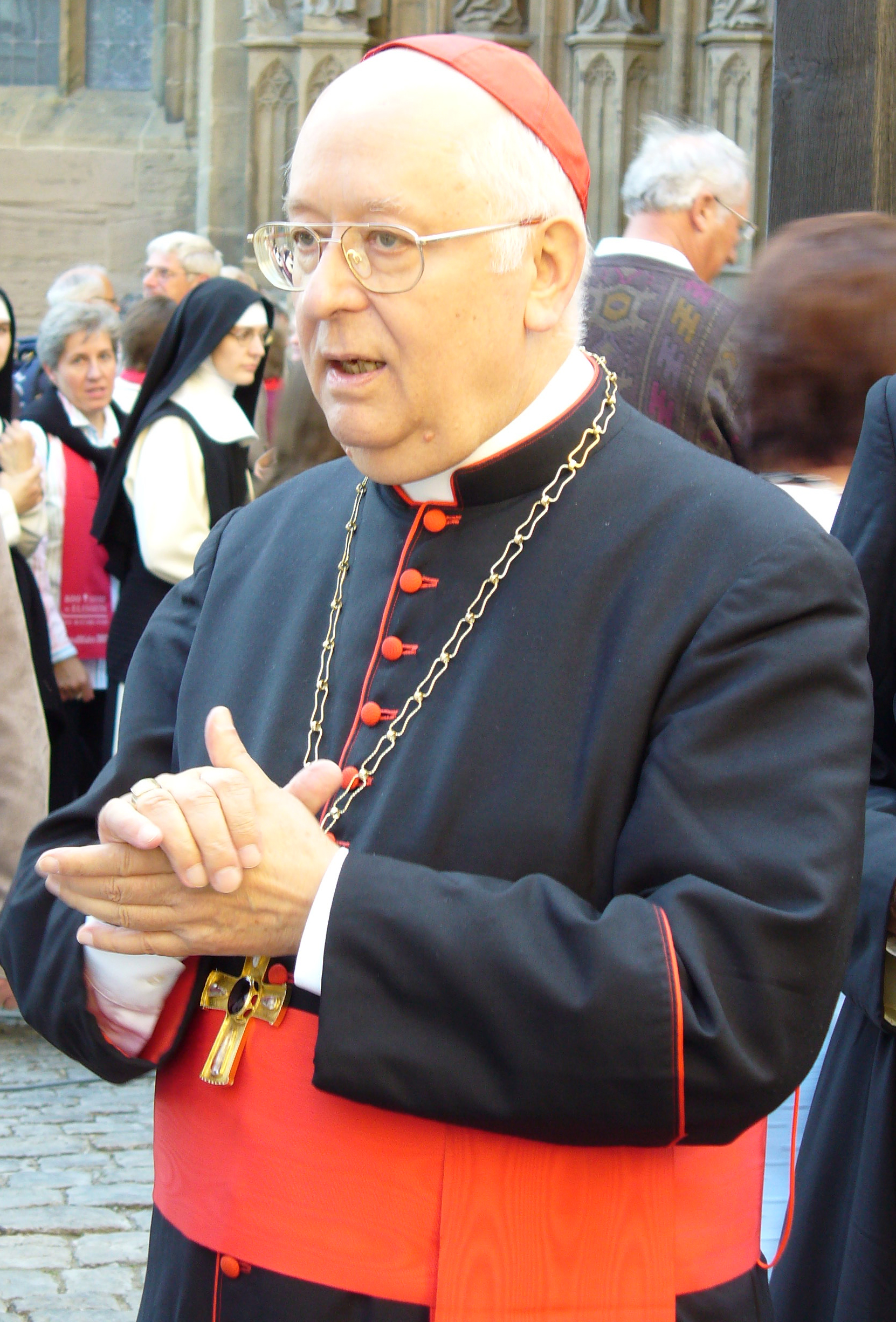
Georg Maximilian Sterzinsky
30 juni

| 1 | 2 | 3 | 4 | 5 | 6 | 7 | 8 | 9 | 10 | 11 | 12 | 13 | 14 | 15 | 16 | 17 | 18 | 19 | 20 | 21 | 22 | 23 | 24 | 25 | 26 | 27 | 28 | 29 | 30 |
| - | - | - | - | - | - | - | - | - | -- | -- | -- | -- | -- | -- | -- | -- | -- | -- | -- | -- | -- | -- | -- | -- | -- | -- | -- | -- | -- |

### 1 juni
- Munir Dar (76), Pakistaans hockeyer[1]

### 2 juni
- Willem Duys (82), Nederlands televisiepersoonlijkheid en radiopresentator[2]
- Josephine Hart (69), Brits schrijfster[3]
- Walter Peterson (88), Amerikaans politicus en oud-gouverneur van New Hampshire[4]
- Albertina Sisulu (92), Zuid-Afrikaans politica en anti-apartheidactiviste[5]

### 3 juni
- James Arness (88), Amerikaans acteur[6]
- Harry Bernstein (101), Brits-Amerikaans schrijver[7]
- Christof Beukema (64), Nederlands beeldend kunstenaar[8]
- Andrew Gold (59), Amerikaans zanger en songwriter[9]
- Miriam Karlin (85), Brits actrice[10]
- Ilyas Kashmiri (47), Pakistaans Al Qaida-kopstuk[11]
- Jack Kevorkian (83), Amerikaans patholoog-anatoom[12]
- Co de Koning (76), Belgisch organisatieadviseur[13]
- Jan van Roessel (86), Nederlands voetballer[14]
- Benny Spellman (79), Amerikaans zanger[15]
- Vonda Urban (92), Amerikaans ballroom-danseres[16]

### 4 juni
- Cyril Ashley (97), Engels oorlogsveteraan (Slag om Arnhem)[17][18]
- Lindsey Durlacher (36), Amerikaans worstelaar[19]
- Lawrence Eagleburger (80), Amerikaans politicus, diplomaat en oud-minister van Buitenlandse Zaken[20]
- Gianfranco Espejo (23), Peruviaans voetballer[21]
- Maurice Garrel (88), Frans acteur[22]
- Donald Hewlett (90), Brits acteur[23]
- Gaston Relens (102), Belgisch kunstenaar[24]
- Martin Rushent (63), Brits muzikant en muziekproducent[25]

### 5 juni
- Leon Botha (26), Zuid-Afrikaans schilder, muzikant (Die Antwoord) en progeria-overlever[26]
- Ludo Martens (65), Belgisch politicus[27]
- Célestin Oliver (80), Frans voetballer en voetbalcoach[28]
- Theo Quené (80), Nederlands voorzitter van de SER[29]

### 6 juni
- Derek Brien (34), Iers motorracer[30]
- Jan van Elsberg (82), Nederlands architect[31]
- Dulce Figueiredo (83), voormalig first lady van Brazilië[32]
- Emmo Grofsmid (59), Nederlands galeriehouder[33]
- Ton Hoogduin (52), Nederlands bodyguard[34]
- Karmin Kartowikromo (62), Nederlands galeriehouder[33]
- Zacharias Nauta (97), Nederlands longarts en voorzitter van de KNMG[35]

### 7 juni
- Yehuda Aschkenasy (87), Nederlands hoogleraar en oprichter van de Stichting Pardes[36]
- Buddy Gask (62), Brits zanger van de band Showaddywaddy[37]
- Mietek Pemper (91), Pools schrijver[38]
- Jorge Semprún (87), Spaans schrijver en oud-minister van Cultuur[39]
- Michael Smit (53), Nederlands ondernemer en eigenaar van de Sissy-Boy winkels[40]
- Edgar Tekere (74), Zimbabwaans politicus en oud-minister van Arbeid[41]
- Els Van Herzeele (83), Vlaams omroepster[42]

### 8 juni
- Fazul Abdullah Mohammed (36), Keniaans Al Qaida-leider[43]
- Jan van der Hoek (55), Nederlands voetballer en voetbaltrainer[44]
- John Mackenzie (83), Brits acteur en filmregisseur[45]
- Roy Skelton (79), Brits acteur[46]

### 9 juni
- Maqbool Fida Husain (95), Indiaas kunstenaar[47]
- Josip Katalinski (63), Bosnisch voetballer[48]
- Idwal Robling (84), Welsh voetballer en voetbalcommentator[49]
- Toon Van Overstraeten (85), Vlaams politicus[50]

### 10 juni
- Rein Bloem (105), Nederlands sportpedagoog en grondlegger van het rhönradturnen[51]
- Cosimo Caliandro (29), Italiaans atletiekkampioen[52]
- Bernhard Heisig (86), Duits schilder[53]
- Patrick Leigh Fermor (96), Brits schrijver[47]
- Brian Lenihan (52), Iers advocaat, politicus en minister[54]

### 11 juni
- Eliyahu Goldratt (64), Israëlisch bedrijfskundige[55]
- Kurt Nielsen (80), Deens tennisser[56]
- Seth Putnam (41), Amerikaans musicus[57]
- Tony Swinnen (68), Vlaams (tv-)arts[58]
- Louis Van Dyck (86), Belgisch politicus[59]

### 12 juni
- Carl Gardner (83), Amerikaans zanger[60]
- Alan Haberman (81), Amerikaans pionier, die de streepjescode introduceerde[61]
- Gerd Krug (74), Duits voetballer[62]
- Frits Pasch (76), Nederlands ondernemer[63]
- Bob Spaak (93), Nederlands sportjournalist[64]
- Laura Ziskin (61), Amerikaans filmproducente[65]

### 14 juni
- Milivoj Asner (98), Kroatisch oorlogsmisdadiger[66]
- Peter Schamoni (77), Duits filmproducer[67]
- Badi Uzzaman (72), Brits Indiaas acteur[68]

### 15 juni
- Bob Banner (89), Amerikaans tv-producer[69]
- Mae Wheeler (77), Amerikaans jazzzangeres[70]

### 16 juni
- Larry "Wild Man" Fischer (66), Amerikaans zanger en songwriter[71]
- Jos Van Hool (80), Belgisch ondernemer en medestichter busbedrijf[72]

### 17 juni
- Leo van Dongen (69), Nederlands wielrenner[73]
- Rex Mossop (83), Australisch rugbyspeler en -verslaggever[74]

### 18 juni
- Ulrich Biesinger (77), Duits voetballer[75]
- Jelena Bonner (88), Russisch/Turkmeens dissidente[76]
- Clarence Clemons (69), Amerikaanse saxofonist[77]
- Frederick Chiluba (68), president van Zambia[78]
- Brian Haw (62), Brits vredesactivist[79]

### 19 juni
- Don Diamond (90), Amerikaans radio-, film en televisieacteur[80]
- Mans Flik (86), Nederlands burgemeester[81]
- Fernand Linssen (82), Belgisch atleet
- Christa Rosier (50), Nederlands omroepster[82]

### 20 juni
- Ryan Dunn (34), Amerikaans Jackass-acteur[83]
- Vladimir Pettai (38), Russisch voetbalscheidsrechter[84]

### 21 juni
- Manu Dotselaere (81), Belgisch journalist[85]
- Paul Goeken (48), Nederlands (thriller)auteur, mede actief onder het pseudoniem Suzanne Vermeer[86]
- Maria Gomes Valentim (114), Braziliaans oudste mens van de wereld[87]
- Mary Michon (71), Nederlands programmamaakster en actrice[88]
- Jean Van Milders (86), Belgisch ondernemer[89]

### 22 juni
- Kader Asmal (76), Zuid-Afrikaans anti-apartheidsactivist[90]
- Norbert Schwientek (69), Duits toneelspeler en muzikant[91]

### 23 juni
- Gene Colan (84), Amerikaans stripauteur[92]
- Peter Falk (83), Amerikaans acteur[93]
- Jef van der Heijden (85), Nederlands cineast[94]
- Adrienne Ledent (111), oudste Belg[95]
- Dennis Marshall (25), Costaricaans voetballer[96]

### 24 juni
- Tomislav Ivić (77), Kroatisch voetbalcoach[97]

### 25 juni
- Nick Charles (64), Amerikaans sportverslaggever[98]
- Jan Juffermans (66), Nederlands kunsthandelaar en kunstcriticus[99]
- Alice Playten (63), Amerikaans actrice[100]
- Christopher Shale (56), Brits politicus[101]
- Margaret Tyzack (79), Brits actrice[102]

### 26 juni
- Jan van Beveren (63), Nederlands voetbaldoelman[103][104]
- Edith Fellows (88), Amerikaans actrice[105][106]
- Heere Heeresma (79), Nederlands schrijver[107]

### 27 juni
- Mike Doyle (64), Brits voetballer[108]
- Thierry Martens (69), Belgisch stripscenarist en hoofdredacteur Spirou[109]
- Elaine Stewart (81), Amerikaans actrice en panellid gameshow[110]

### 28 juni
- Giogio Bernardin (83), Italiaans voetballer[111]
- Henk Elzer (78), Nederlands voetballer[112]
- Ellen Warmond (Pietronella Cornelia van Yperen) (80), Nederlands dichteres[113]

### 29 juni
- Billy Costello (55), Amerikaans bokser[114]

### 30 juni
- Jimmy Roselli (85), Italiaans Amerikaans zanger (crooner)[115]
- Georg Maximilian Sterzinsky (75), Duits aartsbisschop[116] en kardinaal[117]

1900 ·
1901 ·
1902 ·
1903 ·
1904 ·
1905 ·
1906 ·
1907 ·
1908 ·
1909 ·
1910 ·
1911 ·
1912 ·
1913 ·
1914 ·
1915 ·
1916 ·
1917 ·
1918 ·
1919 ·
1920 ·
1921 ·
1922 ·
1923 ·
1924 ·
1925 ·
1926 ·
1927 ·
1928 ·
1929 ·
1930 ·
1931 ·
1932 ·
1933 ·
1934 ·
1935 ·
1936 ·
1937 ·
1938 ·
1939 ·
1940 ·
1941 ·
1942 ·
1943 ·
1944 ·
1945 ·
1946 ·
1947 ·
1948 ·
1949 ·
1950 ·
1951 ·
1952 ·
1953 ·
1954 ·
1955 ·
1956 ·
1957 ·
1958 ·
1959 ·
1960 ·
1961 ·
1962 ·
1963 ·
1964 ·
1965 ·
1966 ·
1967 ·
1968 ·
1969 ·
1970 ·
1971 ·
1972 ·
1973 ·
1974 ·
1975 ·
1976 ·
1977 ·
1978 ·
1979 ·
1980 ·
1981 ·
1982 ·
1983 ·
1984 ·
1985 ·
1986 ·
1987 ·
1988 ·
1989 ·
1990 ·
1991 ·
1992 ·
1993 ·
1994 ·
1995 ·
1996 ·
1997 ·
1998 ·
1999 ·
2000 ·
2001 ·
2002 ·
2003 ·
2004 ·
2005 ·
2006 ·
2007 ·
2008 ·
2009 ·
2010 ·
2011 ·
2012 ·
2013 ·
2014 ·
2015 ·
2016 ·
2017 ·
2018 ·
2019 ·
2020 ·
2021 ·
2022 ·
2023 ·
2024 ·
2025